# The KLF
The KLF，又称为齐平古代穆木（The Justified Ancients of Mu Mu）、时间领主（The Timelords），是来自英国80年代末和90年代初最具有开创性的酸浩室舞曲乐团。
从1987年开始, 比尔·德拉蒙德（别名：King Boy D）与吉米·高迪（别名：Rockman Rock），以齐平古代穆木的名义发布具有嘻哈灵感的专辑, 以及1988年以時光領主的名义发布了获得英国排行榜第一名的单曲《Doctorin' the Tardis》。乐队简称的意義长期以来一直是个谜；其被乐迷广泛认为是“版权解放阵线（Kopyright Liberation Front）”, 然而在2010年，比尔接受媒体采访时，开玩笑得表示KLF的简称是「肯塔基解放阵线（Kentucky Liberation Front）」。在KLF名义的时期，德拉蒙德与高迪率先尝试「体育场浩室」（stadium house，结合流行摇滚与人群噪音的劲爆音乐）与「环境浩室」的音乐风格，也以 KLF Communications 为唱片公司发行了一些列国际前十单曲，并且成为1991年最畅销单曲。这两人还出版了一本书《指南手册》（The Manual），并参与一部未完成的叫做《白色房间》（The White Room）的公路电影的制作中。
早先，他们采用了小说《光明會三部曲》所信奉的哲学理念。他们各种无政府主义的情境表现更是声名狼藉，包括广告牌的污损、在著名杂志新音乐快递与主流媒体上发表隐晦广告，以及在《流行之巅》（英国BBC音乐节目）上极具特性不同寻常的表演. 他们最臭名昭著的表演是在1992年2月全英音乐奖上与极端噪音恐怖合作的那次，他们朝观众发射了空白机关枪，并在表演结束后的派对上扔了一只死羊。这次表演宣告KLF乐队与音乐商业决裂，这二人于1992年5月删除了他们整个旧目录。
随着KLF的唱片利润收入过多，比尔·德拉蒙德与吉米·高迪建立K基金会，还辦了一個衝著「透納獎」而來的獎項，他們要選出年度最糟的英國當代藝術家，然而有一次他們就因得獎者Rachel Whiteread不領取，曾在泰德美術館外面當場燒掉這四萬英磅。虽然德拉蒙德与高迪曾仍然承诺在1992年5月删除整个旧目录，但专辑《白色房间》（The White Room）仍然在美国出售。他们后来少数以其他名义发行单曲：包括1995年以The One World Orchestra名义发行：《The Magnificent》（收录于专辑《The Help Album》），以及最近1997年以2K的名义发行：《Fuck the Millennium》。

## 历史

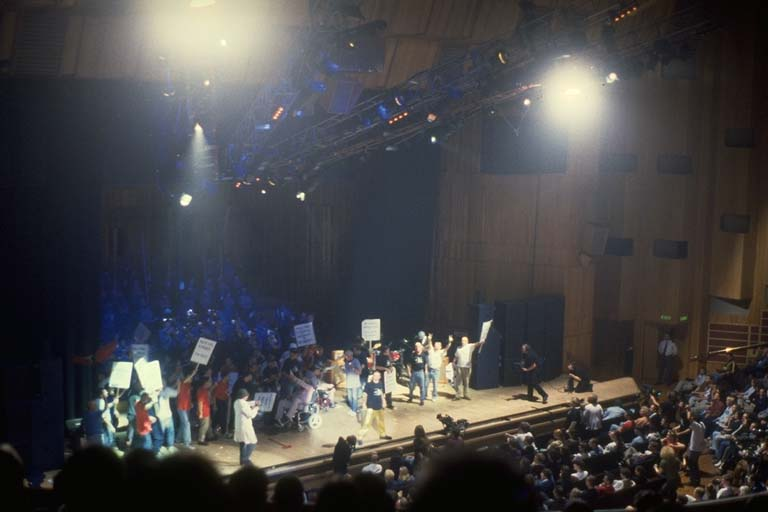

1986年，Bill Drummond 在英国音乐界已确立了不可动摇的地位，他们共同创立了英国独立唱片公司，曾在利物浦担任朋克乐队大在日本的吉他手，以及担任过Echo & the Bunnymen与The Teardrop Explodes的经纪人。那年的7月21日，他辞去WEA唱片公司的A&R部门职位，理由是他接近33⅓岁。